# Julius Baumann
Julius Baumann, född 1837 och död 1916, var en tysk filosof.
Baumann var anhängare till Rudolf Hermann Lotze, och professor i Göttingen från 1869. Bland Baumanns arbeten märks främst Die Lehren von Raum, Zeit und Mathematik in der Philosophie (2 band, 1868–1969).